# Луїс Мілья
Луїс Мілья (ісп. Luis Milla; нар. 12 березня 1966, Теруель) — іспанський футболіст, що грав на позиції півзахисника. По завершенні ігрової кар'єри — футбольний тренер. З 2017 року очолює тренерський штаб збірної Індонезії.
За свою 16-річну ігрову кар'єру він представляв три команди — «Барселону», «Реал Мадрид» та «Валенсія», з якими виграв ряд трофеїв. Крім того провів три матчі за національну збірну Іспанії
Після завершення ігрової кар'єри став працювати тренером, зокрема керуючи різними молодіжними збірними Іспанії протягом декількох років і у 2011 році ставав чемпіоном Європи серед молодіжних команд.

## Клубна кар'єра
Мілья народився в місті Теруель, Арагон. Після закінчення футбольної академії «Барселони» він дебютував в Ла Лізі 9 вересня 1984 року, оскільки «Барса» випустила на матч склад з молодих гравців в зв'язку з загальним страйком. Молодий Луїс забивши у тому матчі у ворота «Реал Сарагоса» (4:0). Після цього гравець був включений в заявку клубу «Барселона Б» і чотири роки грав за неї у Сегунді.
Мілья був переведений в першу команду в 1988 році, проте через два роки у нього почалися розбіжності з Радою директорів і тренером Йоганом Кройфом, в підсумку все закінчилося його безкоштовним трансфером в «Реал Мадрид». Він був важко травмований у своєму першому сезоні, тому зіграв лише у 6 матчах, але після одужання став важливою ланкою першої команди і допоміг у завоюванні двох чемпіонських титулів і одного кубку Іспанії, він досить часто грав навіть після покупки в 1994 році Фернандо Редондо.
1997 року перейшов до «Валенсії», за який відіграв 4 сезони. За цей час додав до переліку своїх трофеїв титул володаря Кубка Інтертото і Кубка Іспанії, а також став фіналістом Ліги чемпіонів. Завершив професійну кар'єру футболіста виступами за «Валенсію» у 2001 році.

## Виступи за збірну
15 листопада 1989 року дебютував в офіційних матчах у складі національної збірної Іспанії в грі проти збірної Угорщини (4:0) у відбірковому матчі чемпіонату світу 1990 року. Після того зіграв ще у двох матчах за збірну.

## Кар'єра тренера
Розпочав тренерську кар'єру, повернувшись до футболу після невеликої перерви, 2006 року, очоливши тренерський штаб клубу «Пусол» з Терсери, четвертого за рівнем дивізіону Іспанії, де провів один рік.
У сезоні 2007/08 Мілья працював асистентом колишнього партнера по «Барселоні» і «Реалу» Мікаеля Лаудрупа у «Хетафе».
Наступного літа він був призначений тренером збірної Іспанії до 19 років після призначення Вісенте дель Боске тренером старшої команди. У своєму першому турнірі, чемпіонаті Європи 2009 року, команда не пройшла груповий етап, однак на наступному турнірі 2010 року у Франції він вивів Іспанію до фіналу, де вона зазнала поразки від господарів.
Пізніше в тому ж році Мілья замінив Хуана Рамона Лопеса Каро біля керма збірної до 21 року. Незважаючи на виявлену до нього недовіру, він зумів кваліфікуватися з національною збірною на чемпіонат Європи 2011 року після перемоги над Хорватією у двоматчевому плей-оф. У заключній стадії в Данії Мілья привів Іспанію U-21 до їх третього титулу, команда пропустила лише два голи в п'яти іграх (чотири перемоги і одна нічия). Він був звільнений після того, як його команда не змогла подолати груповий етап на літніх Олімпійських іграх 2012 року, не забивши жодного голу і зайнявши останнє місце.
У лютому 2013 року Мілья був призначений тренером клубу чемпіонату ОАЕ «Аль-Джазіра». Свій перший матч він провів у Лізі чемпіонів АФК проти іранського клубу «Трактор Сазі», його команда програла з рахунком 3:1. За підсумками групового етапу «Аль-Джазіра» все-таки обійшла «Трактор Сазі», але зайняла 3 місце і не вийшла з групи. 25 жовтня того ж року Мілья покинув еміратський клуб.
З 1 липня 2015 року очолив тренерський штаб команди «Луго», що виступала в Сегунді. У лютому 2016 був звільнений з цього клубу.
2016 року протягом чотирьох місяців був головним тренером іншої команди Сегунди, «Реал Сарагоса», з якої був звільнений через незадовільні результати — шість матчів поспіль без перемог.
З 2017 року очолює тренерський штаб збірної Індонезії.

## Титули і досягнення

### Як гравця
- Чемпіон Іспанії (3):

«Барселона»: 1984-85: «Реал Мадрид»: 1994-95, 1996-97
- Володар Кубка Іспанії з футболу (3):

«Барселона»: 1989-90: «Реал Мадрид»: 1992-93
«Валенсія»: 1998-99
- Володар Суперкубка Іспанії з футболу (3):

«Реал Мадрид»: 1990, 1993
«Валенсія»: 1999
- Володар Кубка Кубків УЄФА (1):

«Барселона»: 1988-89
- Володар Кубка Інтертото (1):

«Валенсія»: 1998

### Як тренера
- Чемпіон Європи (U-21): 2011
- Переможець Середземноморських ігор: 2009